# Diospyros keningauensis
Diospyros keningauensis là một loài thực vật có hoa trong họ Thị. Loài này được Ng mô tả khoa học đầu tiên năm 2001.